# Afrixalus sylvaticus
Afrixalus sylvaticus és una espècie de granota de la família dels hiperòlids que viu a Kenya i Tanzània.
Està amenaçada d'extinció per la pèrdua del seu hàbitat natural.